# Landtag dell'Assia
Il Landtag dell'Assia (Dieta statale dell'Assia, in tedesco Hessischer Landtag) è l'assemblea legislativa monocamerale dello stato tedesco dell'Assia, composta da 137 membri. La sede del parlamento è il Castello di Wiesbaden.